# Estación San Miguel (San Martín)
San Miguel es una estación ferroviaria ubicada en la localidad Homónima, Partido Homónimo, Provincia de Buenos Aires, Argentina.

## Historia
Fue inaugurada el 16 de febrero de 1896 por el Ferrocarril Buenos Aires al Pacífico. 
En la década de 1970 el edificio original de la estación fue demolido y reemplazado por una construcción de estilo brutalista con locales comerciales.
El 16 de febrero de 2011 en las inmediaciones de esta estación se produjo el Accidente ferroviario de San Miguel de 2011 en dónde un tren de la empresa Ferrobaires con dirección a Junin impacto fuertemente de atrás contra una formación local con dirección a Pilar que se encontraba detenida en un semáforo rojo, formación que en su momento estaba en manos de Unidad de Gestión Operativa Ferroviaria de Emergencia (UGOFE), el accidente dejó un saldo de 5 muertos y 120 heridos.
En el año 2013 el andén en dirección a Pilar fue trasladado al otro lado de la Av. Ricardo Balbín, ya que se construyó un andén nuevo para economizar el tiempo de las barreras bajas. Al año siguiente se elevaron los andenes para recibir a las nuevas formaciones.

## Servicios
La estación corresponde a la Línea San Martín de los ferrocarriles metropolitanos de Buenos Aires que conecta las terminales Retiro, José C. Paz, Pilar y Domingo Cabred.

## Imágenes

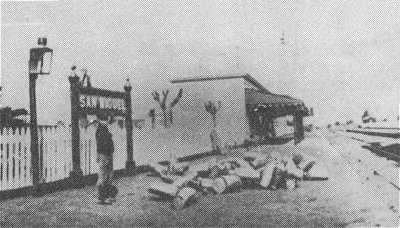
Al poco tiempo de su inauguración
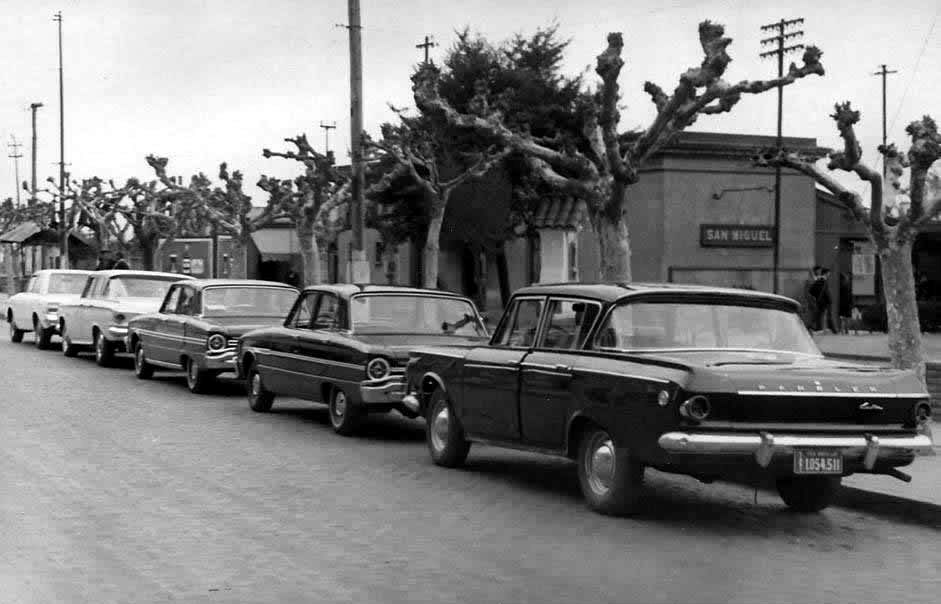
El edificio original a fines de la década de 1960
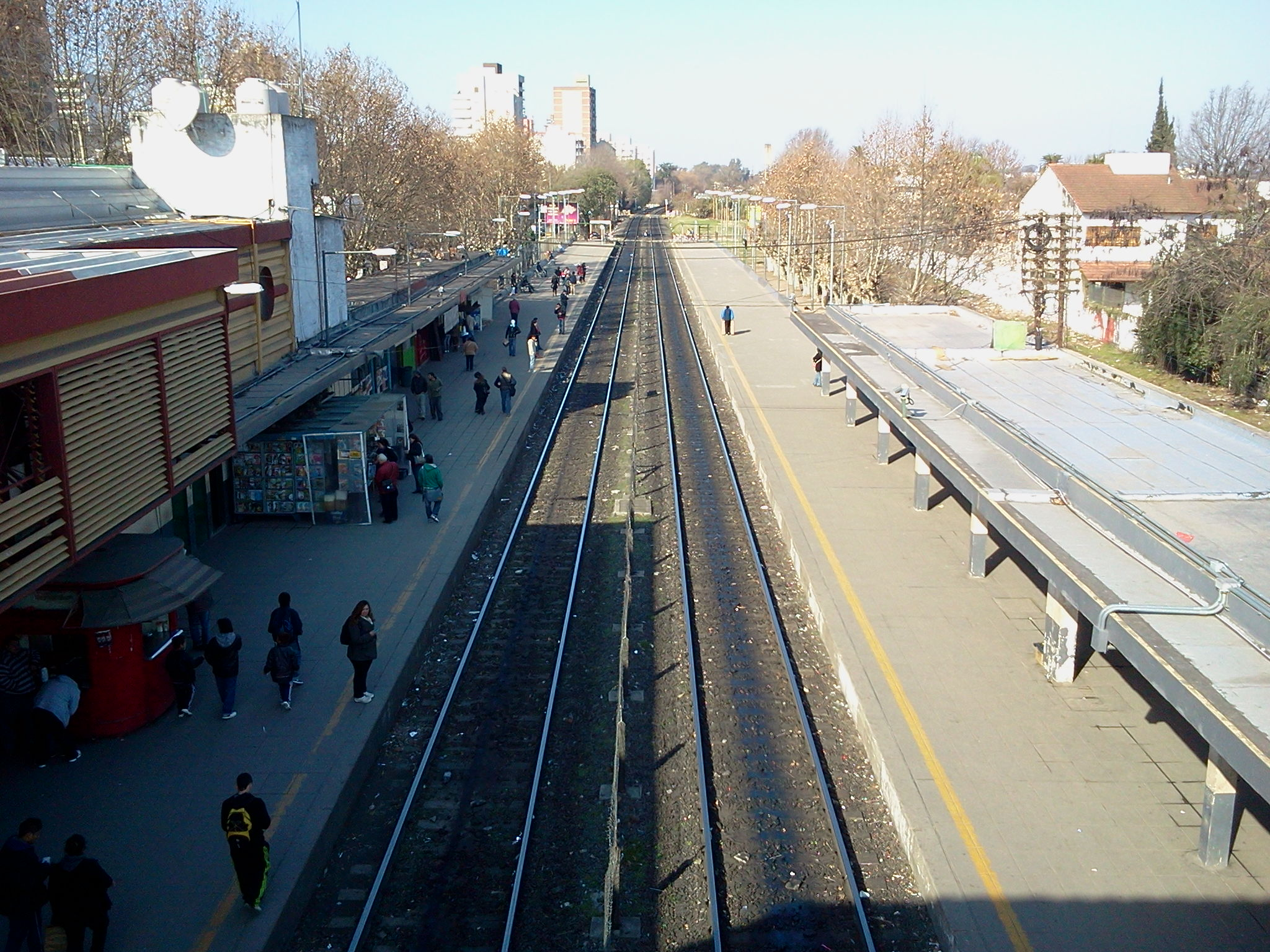
Vista hacia Retiro (2012)